# الیاس الیادیس
الیاس الیادیس (به یونانی: Ηλίας Ηλιάδης، به گرجستانی، ჯარჯი ზვიადაური)، (زاده۱۰ نوامبر ۱۹۸۶) جودوکار متولد گرجستان که از آغاز کار حرفه‌ای خود در یونان فعالیت می‌کند.
الیادیس در ردیف ۱۰ جودوکار برتر تاریخ نام گرفته است؛ الیادیس با سن بالای خود و با شگفت همگان در مسابقات المپیک ۲۰۱۲ لندن بر روی سکو المپیک رفت.

## الیادیس در مسابقات جهانی
الیادیس در مسابقات جهانی ۲۰۱۰ توکیو و ۲۰۱۱ پاریس توانست با اراده پولادین کلیه رقبای صاحب نام خود را کنار بگذارد و در این تورنومنت‌های مقام اول را ازآن خود کند

## زندگی شخصی
الیادیس دارای همسر و دو فرزند (یک پسر و یک دختر) به نام‌های والیداس و نیارومیس است

## محبوبیت جهانی الیادیس
الیادیس یکی از قهرمانان با اخلاق در جودو جهان است که هیچ‌گاه مغرور و متعصب افتخارات خود نگردید، و هموراه در تلاش برای یادگیری روش‌ها و سبک‌های مختلف در جودو و راه‌های گوناگون برای اجرای فنون جودو در حال سفر به کشورهای مختلف جهان است.
الیادیس پس از المپیک ۲۰۰۴ آتن به یک اسطوره تبدیل شد و این تب داغ طرفداران او در المپیک ۲۰۱۲ و مسابقات مختلف جهانی بیشتر شد.